# Per Olof Marke
Bengt Per Olof Marke, född 14 juli 1930 i Markaryd, död 15 juli 2001, var en svensk jurist som var lagman i Ljungby tingsrätt från 1987 till 1997.
Marke blev juris kandidat vid Lunds universitet 1955 och genomförde sin tingstjänstgöring 1955–1958 innan han blev fiskal i hovrätten för Västra Sverige 1958. Han var tingsdomare i Luleå domsaga från 1 juli 1966 och rådman i Ljungby tingsrätt från 1971. Han utnämndes till lagman i Ljungby tingsrätt 29 januari 1987.
Marke var son till bankkassör Per Marke och hans maka Bertha, född Bengtson.